# Kerivoula
Kerivoula is een geslacht van zoogdieren uit de familie van de gladneuzen (Vespertilionidae). De wetenschappelijke naam van het geslacht werd in 1842 gepubliceerd door John Edward Gray.

## Soorten
Er worden 28 soorten in dit geslacht geplaatst:
- Kerivoula africana Dobson, 1878
- Kerivoula agnella O. Thomas, 1908
- Kerivoula argentata Tomes, 1861
- Kerivoula crypta Wroughton & Ryley, 1913
- Kerivoula cuprosa O. Thomas, 1912
- Kerivoula depressa G. S. Miller, 1906
- Kerivoula dongduongana Vuong Tan Tu, Hassanin, Furey, Nguyen Truong Son, & Csorba, 2018
- Kerivoula eriophora (von Heuglin, 1877)
- Kerivoula flora O. Thomas, 1914
- Kerivoula furva Kuo Haochih, Soisook, Ho Yingyi, Csorba, Wang Chunneng, & Rossiter, 2017
- Kerivoula hardwickii (Horsfield, 1824)
- Kerivoula intermedia J. Edwards Hill & C. M. Francis, 1984
- Kerivoula kachinensis P. J. J. Bates, Struebig, Rossiter, Kingston, Sai Sein Lin Oo, & Khin Mya Mya, 2004
- Kerivoula krauensis C. M. Francis, Kingston, & Zubaid, 2007
- Kerivoula lanosa (A. Smith, 1847)
- Kerivoula lenis O. Thomas, 1916
- Kerivoula malpasi W. W. A. Phillips, 1932
- Kerivoula minuta G. S. Miller, 1898
- Kerivoula muscina Tate, 1941
- Kerivoula myrella O. Thomas, 1914
- Kerivoula papillosa (Temminck, 1840)
- Kerivoula pellucida (G. R. Waterhouse, 1845)
- Kerivoula phalaena O. Thomas, 1912
- Kerivoula picta (Pallas, 1767)
- Kerivoula pusilla O. Thomas, 1894
- Kerivoula smithii O. Thomas, 1880
- Kerivoula titania P. J. J. Bates, Struebig, Hayes, Furey, Khin Mya Mya, Vu Dinh Thong, Pham Duc Tien, Nguyen Truong Son, D. L. Harrison, C. M. Francis, & Csorba, 2007
- Kerivoula whiteheadi O. Thomas, 1894